# Synegia luteolata
Synegia luteolata là một loài bướm đêm trong họ Geometridae.